# CIDOB
El Centre d'Estudis i Documentació Internacionals a Barcelona, conegut sobretot pel seu acrònim CIDOB, és un think tank amb seu a Barcelona dedicat a la investigació, documentació i divulgació dels continguts de les diferents àrees de les relacions internacionals i desenvolupament d'estudis. El centre es defineix com a «centre independent, no partidista, que contribueix als debats internacionals des de la perspectiva d'una gran metròpolis mediterrània». En termes jurídics, la CIDOB és una fundació privada amb una Junta de Síndics, que inclou entre els seus membres les principals institucions polítiques i les universitats de Catalunya i Barcelona, a més de diversos ministeris del Govern espanyol. Actualment el CIDOB és el think tank de reflexió més antic a Espanya, i un dels més influents en el seu camp. El seu president és Antoni Segura i Mas. El 2020 tenia un pressupost de 2,7 milions d'euros.

## Història
Fou creat el 1973 com una organització sense ànim de lucre de caràcter sociocultural basada en l'experiència personal del seu fundador, Josep Ribera i Pinyol, un dels promotors del moviment català interdiocesà Agermanament, força actiu en projectes de cooperació amb països d'Àfrica i Amèrica del Sud. Aquest CIDOB original va ser conegut com a CIDOB Tercer Món o CIDOB-TM. El 1979, com a resultat de les transformacions polítiques provocades per la transició espanyola, i en el desig de «dinamitzar el teixit democràtic pel que fa a la cooperació internacional», CIDOB es va constituir legalment com una fundació privada amb una Junta de Síndics, els membres del qual són representants d'institucions públiques i privades representants de la vida política i cultural de Catalunya i Espanya.
En els anys següents CIDOB va créixer fins a convertir-se en un centre de recerca i documentació centrat en els afers internacionals i els problemes globals del desenvolupament humà, i cerca esdevenir un important marc capaç de connectar la realitat catalana amb la de la resta del món. Amb aquest objectiu, el CIDOB ha sabut treure partit de la prominència de Barcelona com a capital euromediterrània, que també té vincles especials amb Amèrica Llatina. Des de la dècada de 1990, el centre ha reforçat les seves connexions de xarxa amb iniciatives europees sobre qüestions relatives a la cooperació, les relacions i la seguretat internacionals, així com les seves activitats acadèmiques, orientades a la generació d'idees i l'acció política concreta.

## Seu
Des del 1988, les principals instal·lacions del centre, incloent-hi la seu oficial, els arxius i la biblioteca, així com la Sala Maragall, utilitzada per a esdeveniments, es troben a l'antic Col·legi de Sant Guillem d'Aquitània, al carrer d'Elisabets, 12-14 del Raval de Barcelona. Fins al 2022, també ocupava la veïna capella de la Casa dels Infants Orfes, al núm. 24 del mateix carrer.

## Organització

### Direcció
Josep Ribera i Pinyol, propulsor i director del CIDOB des del 1973, restà al capdavant del Centre fins al desembre de 2008, quan va decidir retirar-se. Per decisió del patronat el seu successor com a director va ser Jordi Vaquer i Fanés, doctorat en Relacions Internacionals i aleshores investigador del CIDOB, que va restar al càrrec fins a gener de 2013. El juny de 2013, Jordi Bacaria i Colom fou nomenat nou director en substitució de Vaquer, ocupant el càrrec fins al 14 de setembre de 2018 quan, per decisió del Patronat i mitjançant un concurs públic, fou nomenat Pol Morillas i Bassedas.

### Presidència
Pel que fa a la presidència del CIDOB, Narcís Serra i Serra, ex-alcalde de Barcelona, exministre del govern espanyol i antic líder del PSC-PSOE, va presidir la Fundació entre l'any 2000 i el 2013. De forma paral·lela, el març de 2010, Javier Solana Madariaga, nomenat l'any anterior Alt representant de la Unió Europea per a Afers exteriors i Política de Seguretat, va ser nomenat President d'Honor del CIDOB, un lloc de nova creació fora de l'estructura de l'organització. Entre gener de 2013 i abril de 2016 el president fou Carles Alfred Gasòliba i Böhm. El 27 d'abril de 2016 s'anuncia que deixava la seva presidència, en no estar d'acord amb la voluntat dels patrons de la Fundació d'incrementar la implicació de la institució dins del Procés independentista català. El gener del 2017 l'historiador Antoni Segura fou nomenat nou president de la institució, un càrrec que renovà el desembre de 2020, quan fou reelegit com a president del CIDOB.
El centre es compon d'un equip de gestió format pel director, un director gerent i dos subdirectors de les àrees de Relacions Institucionals i Documentació i de Recerca i Projectes. El personal de treball està format per investigadors i personal específic responsable de les seccions de documentació i biblioteca, publicacions, serveis Web i l'administració.

### Junta de Síndics
El Patronat de la Fundació està compost pels fideïcomissaris d'institucions, les contribucions financeres de les quals representen la major part del pressupost anual del centre. El Patronat del CIDOB està format, doncs, per sis institucions i 17 patrons a títol personal.
Institucions del Patronatː
- Generalitat de Catalunya
- Ajuntament de Barcelona
- Diputació de Barcelona
- Àrea Metropolitana de Barcelona
- Consell Interuniversitari de Catalunya
- Ministeri d'Afers Exteriors (pendent de la decisió d'abandonament anunciada)[16][17]

Patrons a títol personalː
- Javier Solana Madariaga, president d'honor
- Antoni Segura i Mas, president
- Roger Albinyana i Saigí, director del departament de polítiques euromediterrànies de l'IEMed
- José Antich i Valero, periodista
- Joaquim Boixareu i Antolí, fundador i expresident de FemCAT
- Sixte Cambra i Sànchez, president del Port de Barcelona
- Francesc Caminal, advocat
- Antoni Esteve i Cruella, president de la Fundació Institució Catalana de Suport a la Recerca
- Dolors Folch i Fornesa, sinòloga i professora emèrita de la Universitat Pompeu Fabra
- Carles Alfred Gasòliba i Böhm, economista i president del CIDOB (2012-2016)
- Carme Moliné Jorques, sòcia de CIDOB, ML Advocats i tresorera del Consell Català del Moviment Europeu
- Francesc Planas i Casalprim, president del Fòrum Carlemany
- Josep Ribera i Pinyol, fundador i director del CIDOB (1973-2008)
- Albert Roca i Álvarez, professor titular d'Història d'Àfrica, Universitat de Barcelona
- Felip Roca, secretari general de METROPOLIS
- Valentí Roqueta i Guillamet,, president d'honor de la Fundació Alícia
- Marina Subirats i Martori, catedràtica emèrita de Sociologia a la Universitat Autònoma de Barcelona
- Lluís Torner i Sabata, director de l'Institut de Ciències Fotòniques (ICFO) i catedràtic a la Universitat Politècnica de Catalunya

### Institut IBEI
L'Institut Barcelona d'Estudis Internacionals (IBEI) és una fundació privada creada a Barcelona, promoguda per la Fundació CIDOB, i té com a finalitat ser un centre de prestigi i excel·lència i un referent de primera línia en l'àmbit dels estudis internacionals, preparant persones expertes en relacions internacionals i per convertir Barcelona en un pol d'atracció internacional en aquest camp. És reconegut com a Institut interuniversitari pel Departament d'Universitats, Recerca i Societat de la Informació de la Generalitat de Catalunya, el dia 22 de juliol de 2004 (DOGC núm. 4180) i el seu Patronat és el màxim òrgan de govern, representació i decisió.

## Activitats

### Camps d'especialització i activitats
Entre les seves activitats principals destaquen la recerca aplicada en temes internacionals, incloent-hi investigació sobre el terreny, i també l'organització de seminaris, conferències, debats i, en general, activitats de diàleg i reflexió. El CIDOB s'ocupa també de la difusió de les seves investigacions a especialistes i professionals, així com al públic general, directament o mitjançant publicacions especialitzades, amb documentació de caràcter internacional, tant en paper com en línia. El 1999 rebé el Premi d'Honor Jaume I.

### Publicacions
CIDOB edita i publica una àmplia gamma de material d'anàlisi i documentació en diversos formats, en edició impresa i en línia.

### Periòdics
Estan disponibles en forma impresa i/o en format electrònic, publicats en forma exclusiva pel CIDOB o com a publicacions adjuntes:

#### Anuaris[19]
- Anuari Internacional CIDOB. Probablement la publicació més coneguda del centre. Publicat des de 1990, té quatre seccions principals: Relacions Exteriors d'Espanya, Europa, situació internacional i (des de 1997), Perfil de País, que analitza des de diferents punts de vista un país rellevant en l'escena internacional. Els països esmentats fins ara han estat: l'Índia (1997), Turquia (1998), Rússia (1999), la Xina (2000), Mèxic (2001), Marroc (2002), Corea del Sud (2003), Brasil (2004); Sud Àfrica (2005), Portugal (2006), Algèria (2007), Nigèria (2008), Estats Units (2009), Rússia (2010) i Turquia (2011). L'Anuari Internacional es compon d'articles d'anàlisi fets per experts en la matèria i responsables polítics, i els apèndixs, que tenen forma documental (taules numèriques, gràfiques, cronologies, balanços, mapes, etc.) L'edició impresa està completament disponible i de franc a través d'Internet. L'Anuari Internacional, que abasta l'any anterior, és publicat al juliol de cada any. La presentació es fa a la Llotja de Mar, la seu de la Cambra de Comerç de Barcelona, i és atesa pel ministre espanyol d'Afers Exteriors, juntament amb una figura acadèmica o política del país al que és dedicat l'Anuari d'aquest any.
- Anuari Asia-Pacífic. Se centra en aquesta àrea geogràfica específica, i és una publicació conjunta amb altres think tanks espanyols, com Casa Asia i el Real Instituto Elcano. El primer anuari es va publicar el 2005.
- Anuari de la Immigració a Espanya. Analitza les principals característiques i tendències de les polítiques d'immigració i la immigració a Espanya, a través d'una sèrie d'estudis duts a terme des d'una perspectiva sociològica, econòmica i jurídica. Publicat des de 2007.
- Anuari Mediterrani. Publicat conjuntament amb l'Institut Europeu de la Mediterrània (IEMed), l'Anuari va aparèixer entre 2004 i 2008.

## Fons
El 2014, mitjançant un contracte de comodat, el CIDOB va fer cessió del seu fons bibliogràfic a la Universitat Pompeu Fabra. Aquesta col·lecció estava formada per una banda per unes 14.000 monografies i 1.000 publicacions periòdiques que versaven sobre relacions internacionals, desenvolupament, dret i organismes internacionals, política i temàtiques afins, de gran valor per a la docència, l'estudi i la recerca. Per l'altra banda incloïa un conjunt d'uns 12.500 documents, aproximadament, de molt variada tipologia (números solts de publicacions en sèrie, informes, fulletons, actes de congressos, working papers...).